# MOVE
MOVE là một nhóm giải phóng người da đen hoạt động ở Philadelphia. Nhóm được thành lập bởi John Africa (tên khai sinh Vincent Leaphart) vào năm 1972. Nhóm này sống theo cộng đồng và thường xuyên tham gia vào các cuộc biểu tình công khai chống lại nạn phân biệt chủng tộc, sự đàn áp của cảnh sát, và các vấn đề khác.
Nhóm được biết đến bởi hai cuộc xung đột lớn với Sở Cảnh sát Philadelphia. Năm 1978, một cuộc xung đột đã dẫn đến cái chết của một sĩ quan cảnh sát, làm bị thương nhiều người khác và án chung thân cho chín thành viên của nhóm. Năm 1985, một cuộc xung đột khác kết thúc bằng hai quả bom được thả từ trực thăng cảnh sát vào căn nhà nơi mà các thành viên MOVE trú ẩn trên đại lộ Osage. Mười một thành viên của MOVE thiệt mạng, trong đó có Africa và năm trẻ em. Lửa phá hủy 65 ngôi nhà và lan rộng trên các mặt báo.